# Te quiero mal
Te quiero mal es un cortometraje español estrenado en 2005 en Santiago de Compostela, dirigido por Mireia Giró e interpretado por Isabel Naveira en su papel principal. Ha recibido múltiples reconocimientos en varios Festivales de cine como el primer premio en la XXVIII Edición de la Semana Internacional del Cortometraje de San Roque (Cádiz).

## Sinopsis
Te quiero mal plantea una metáfora sobre el amor con el trastorno causado en la protagonista, cuando en su vida entra una pareja. La protagonista, una mujer ciega, es una reconocida directora musical independiente y autosuficiente. Su vida se desordena con la llegada de una pareja que, al cambiar las cosas de sitio, impide que pueda moverse con la autonomía que ella disfrutaba. Con la metáfora del amor es ciego, la directora evoca un símil del enamoramiento y la discapacidad. Se cuestiona el amor tradicional cómo relación emocional irresponsable.

## Trama
Una mujer ciega que vive sola, la protagonista. Tiene la vida organizada para ser autosuficiente a pesar de su discapacidad visual. En su vivienda sabe dónde están situadas todas las cosas, la taza del desayuno en el armario, la leche en el frigorífico, las zapatillas junto a su cama, las llaves, la toalla junto a la ducha, los diferentes colores de maquillaje organizados en un orden que le permite elegir los colores. También tiene la ayuda de un aparato con el que sabe el color de las cosas. Ella se orienta y cuenta los pasos para llegar a donde desea, por eso cuando se despista, puede tener un error y cruzar el semáforo por un lugar que no es el paso de peatones. Es una mujer ciega independiente, se vale por sí misma, en casa, en la calle, en el trabajo como directora musical.
La ceguera como metáfora del amor, de la atracción, que la protagonista permite entrar en su vivienda. Cuando un hombre, Cristian, entra en su vida, descoloca las cosas de uso diario y estas modificaciones podrían impedir la autonomía de la protagonista. El recién llegado ignora las necesidades vitales de la persona ciega, el orden físico que facilita la accesibilidad al entorno vital de la protagonista.

## Detalles
El guion del cortometraje Te quiero mal, ganó el concurso Curtocircuíto 05, un Festival Internacional de Cortometrajes de Santiago de Compostela, cuyo premio ofrece el rodaje u distribución en Festivales nacionales e internacionales. El corto consiguió multitud de premios en muchos de los Festivales a los que se presentó.
El rodaje se realizó en Santiago de Compostela, la grabación de la música, El Mesías de Haendel, se realizó por el Orfeón Terra A Nosa y la Radio Galega, y la Real Filharmonía de Galicia. Para el diseño del vestuario de la protagonista se contó Roberto Torretta y las diseñadoras del corto, Inés Sainz y Alicia Sonlleva. La actriz gallega Isabel Naveira, contó con el asesoramiento del Centro de la Organización Nacional de Ciegos Españoles (ONCE) en Pontevedra para interpretar el papel.

## Reconocimientos seleccionados
- 2006 Primer premio la XXVIII Edición de la Semana Internacional del Cortometraje de San Roque (Cádiz)
- 2007 Premio Kodak del Público en VIII Concurso Iberoamericano de Cortometrajes Versión Española-SGAE[4]
- 2007 Premio en las XII Jornadas de Cine Villa de La Almunia de Doña Godina[2]

## Ficha técnica
- Guion y Dirección: Mireia Giró
- Protagonista: Isabel Naveira
- Reparto: Monti Castiñeiras, Jose A. Perozo
- Música: Manu Riveiro
- Producción: Ficción Producciones
- Formato: HD / 35mm
- Duración: 16 minutos
- Estreno: 2005
- Género: Drama
- Emisión: Televisión de Galicia y Televisión Española
- Premios: 25[7]